# Golgotha (альбом W.A.S.P.)
Golgotha (с англ. — «Голгофа») — пятнадцатый студийный альбом американской хэви-метал группы W.A.S.P., выпущен 2 октября 2015 года на лейбле Napalm Records. Это последний альбом с барабанщиком Майком Дюпке, который покинул группу незадолго до его выхода.

## Список композиций
| №                   | Название                        | Длительность |
| ------------------- | ------------------------------- | ------------ |
| 1.                  | «Scream»                        | 4:55         |
| 2.                  | «Last Runaway»                  | 5:20         |
| 3.                  | «Shotgun»                       | 6:08         |
| 4.                  | «Miss You»                      | 7:42         |
| 5.                  | «Fallen Under»                  | 4:57         |
| 6.                  | «Slaves of the New World Order» | 7:45         |
| 7.                  | «Eyes of My Maker»              | 5:01         |
| 8.                  | «Hero of the World»             | 4:52         |
| 9.                  | «Golgotha»                      | 7:37         |
| Общая длительность: | Общая длительность:             | 55:00        |

Японский бонус-трек
| №                   | Название                | Длительность |
| ------------------- | ----------------------- | ------------ |
| 10.                 | «Shotgun (Alternative)» | 5:02         |
| Общая длительность: | Общая длительность:     | 59:23        |

## Состав
- Блэки Лолесс — вокал, гитары, клавишные
- Дуг Блэр — соло-гитара, бэк-вокал
- Майк Дуда — бас

## Дополнительные музыканты
- Майк Дюпке — барабаны